# Charlotte Sometimes (cantante)
Jessica Charlotte Poland (Wall Township, Nueva Jersey, 15 de enero de 1988), más conocida por su nombre artístico Charlotte Sometimes, es una cantautora estadounidense.

## Biografía
Charlotte fue adoptada por sus padres, Hartson y Trazy Poland, cuando era un bebé. Conoció a su madre biológica cuando tenía 13 años. Ha vivido en Wall Township (Nueva Jersey) durante toda su vida.
Escogió su nombre artístico de un libro para niños, Charlotte Sometimes, escrita en 1969 por Penelope Farmer, que trata sobre una estudiante de internado que es transportada a 40 años en el pasado, en el cuerpo de otra chica.

## Carrera
Charlotte comenzó a tocar con su banda (J. Poland And The Pilots) a principios de 2006 en Nuevo Brunswick (Nueva Jersey). Con el tiempo fue tocando en Nueva York y otros lugares más grandes, como teloneros de artistas como Pat Monahan. El grupo también autopublicó un álbum titulado "I Promise This Won't Be Released", que fue producido por el productor y compositor, Alex Houton, que produjo gran parte de los primeros trabajos de Charlotte y coescribió y produjo, y tocó la guitarra en su álbum debut. Sin embargo, el baterista Ricky Joyce, el teclista Will Macirowski, y el guitarrista Cory Pula-Bowers no están presentes en el álbum. Los únicos músicos de J. Poland And The Pilots presentes en el disco son la propia Charlotte y el bajista Mike Basmagy.
El primer álbum de Charlotte, Waves and the Both of Us, fue lanzado en mayo de 2008.

## Discografía

### Álbumes de estudio
- Waves and the Both of Us (2008)

### EP
- Charlotte Sometimes (2008)
- Sideways (2010)